# Uskopaljske jeseni
Uskopaljske jeseni su tradicionalna kulturna manifestacija koju organizira Hrvatsko kulturno društvo Napredak, podružnica Uskoplje od 1997. godine. Ova manifestacija ima za cilj prezentaciju i očuvanje kulturne baštine Hrvata ovoga kraja. Uskopaljske jeseni su prerasle u jednu od najvećih manifestacija bosanskohercegovačkih Hrvata.
Prve Uskopaljske jeseni održane su od 17. do 19. listopada 1997. pod nazivom Dani kulture Uskopaljske jeseni. U okviru manifestacije održana je izložba pod nazivom Uskoplje kroz prošlost, književna večer Kolijevka roda moga s predstavljanjem knjiga Ante Martića i Petra Miloša, dramski prikaz uskopaljskih običaja u izvedbi učenika Srednje škole Uskoplje, dramska predstava Muž moje žene šibenskog HNK te okrugli stol Budućnost Uskoplja. U programu su još sudjelovali: HGD Vitezovi svetog Jurja iz Kaštel Sućurca, ženska klapa Fortica s Klisa te kulturno-umjetnička društva iz Žepča, Livna, Novog Travnika i Uskoplja.
Program Uskopaljskih jeseni obično traje sedam dana tijekom kojih budu upriličene slikarske izložbe, projekcije filmova, kazališne predstave, predstavljanja knjiga, nastupi pjevačkih zborova i glazbenih sastava. Također, uskopaljska srednja i osnovna škola imaju po jednu večer kako bi prezentirale svoj program. Nedjelja je rezervirana za dan folklora pod nazivom Kroz Uskoplje s pjesmom. Na posljednjem danu Uskopaljskih jeseni nastupi između deset i dvadeset kulturno-umjetničkih društava iz različitih krajeva Hrvatske i Bosne i Hercegovine, a ponekad nastupe hrvatske udruge iz Crne Gore i Austrije. 
Nekoliko godina dijelom manifestacije bio je i glazbeni festival Djeca pjevaju hitove, a tijekom 2010-ih godine organizirao se šahovski memorijalni turnir Zdravko Batinić.